# Chromis megalopsis
Chromis megalopsis är en fiskart som beskrevs av Allen, 1976. Chromis megalopsis ingår i släktet Chromis och familjen Pomacentridae. Inga underarter finns listade i Catalogue of Life.